# Demokratene
Norgesdemokratene (Demòcrates) és un partit polític de Noruega fundat el 2002 a Oslo per Vidar Kleppe, antic militant del Partit del Progrés originari de Vest-Agder, Sigrunn Sangolt Natås de Hordaland, Odd Victor Jørgensen de Vest-Agder, Solleif Hangen de Vest-Agder i Carl Chr. Anthonisen de Telemark. Defensa els valors tradicionals cristians noruecs, demana llei i ordre, mesures contra la immigració i reducció d'impostos. A les eleccions legislatives noruegues de 2005 només va obtenir 2.706 vots (0,1% dels vots), però a les eleccions locals de 2007 va aconseguir set dels vuit membres del consell comtal de Vest-Agder. 	

## Resultats electorals

### Eleccions legislatives
| Any  | Vots   | %       | Escons  | +/– | Govern            |
| ---- | ------ | ------- | ------- | --- | ----------------- |
| 2005 | 2,705  | 0.1 #13 | 0 / 169 | =   | Extraparlamentari |
| 2009 | 2,285  | 0.1 #13 | 0 / 169 | =   | Extraparlamentari |
| 2013 | 2,214  | 0.1 #14 | 0 / 169 | =   | Extraparlamentari |
| 2017 | 3,830  | 0.1 #14 | 0 / 169 | =   | Extraparlamentari |
| 2021 | 33,280 | 1.2 #10 | 0 / 169 | =   | Extraparlamentari |